# Ольгово (Московская область)
Ольгово — село в Дмитровском городском округе Московской области. Население — 268 чел. (2010).
До 1960 года Ольгово — центр Ольговского сельсовета. В 1994—2006 годах Ольгово входило в состав Подъячевского сельского округа. До 2018 года входило в состав городского поселения Яхрома Дмитровского района.
В Ольгово находится бывшая усадьба Апраксиных Ольгово, действует Введенская церковь 1751 года постройки, работы каменных дел мастера К. Л. Дружинина.

## История

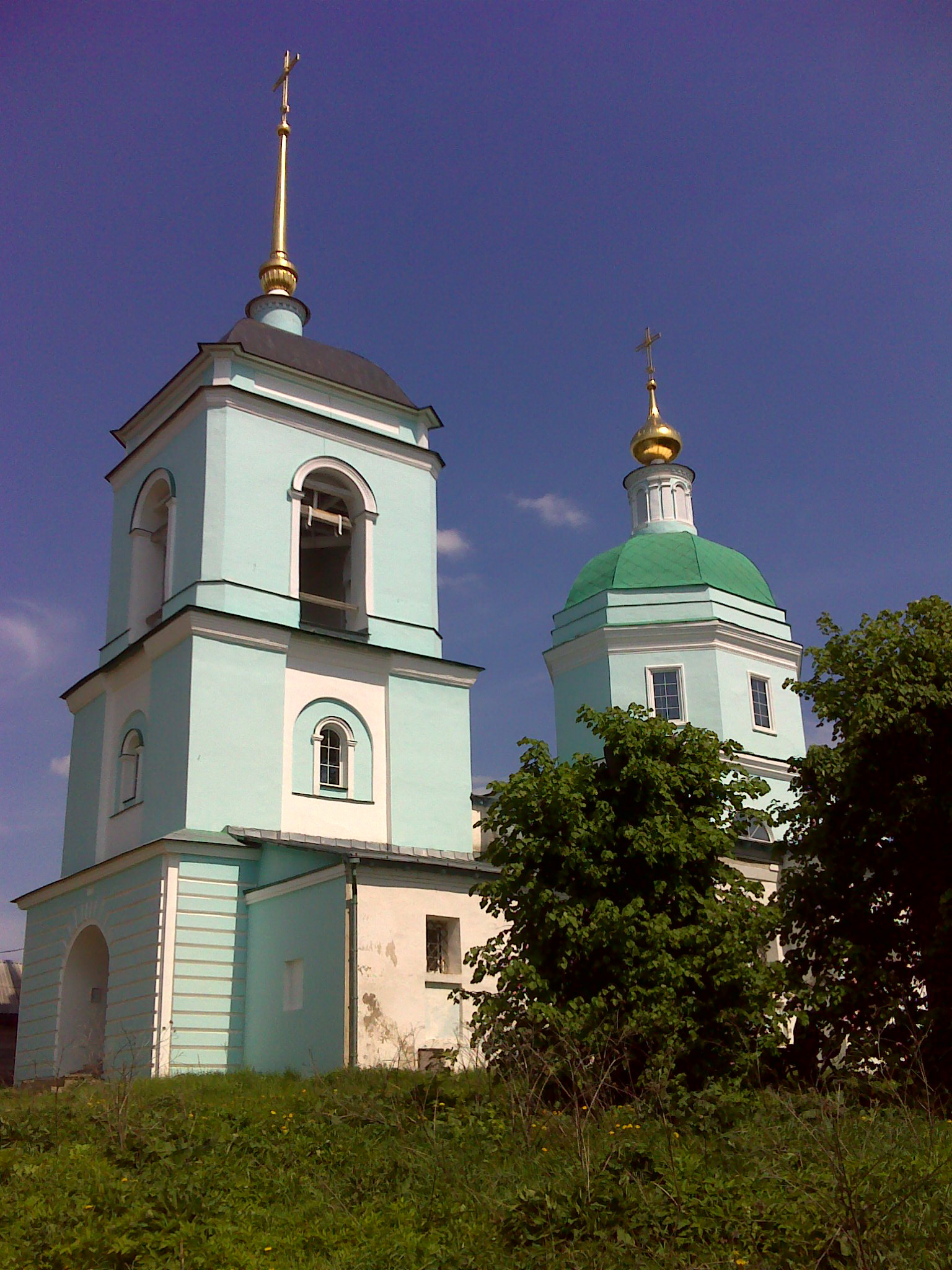
Введенская церковь

Село Льгово (название до XIX века) впервые упоминается в XVI веке в качестве дворцового Великого княжества Московского. При возрождении Дмитровского удельного княжества в 1566 году село, как Дмитровская вотчина, переходит во владение князя Владимира Андреевича Старицкого, который управлял недолго Дмитровом до 1569 года. Затем село опять переходит в дворцовые.
В 1619 году село жаловано Фёдору Васильевичу Чаплину «за московское осадное сиденье королевичева приходу». Село продержалось за фамилией Чаплиных более 100 лет. В 1726 году Фёдор Иванович Чаплин сначала закладывает своё имение А. С. Дохторову, а затем продаёт Д. Г. Сафонову. Сафонов продаёт имение Степану Фёдоровичу Апраксину.
При С. Ф. Апраксине в 1749 году начато возведение господской усадьбы Апраксиных. До 1915 года Ольгово принадлежит роду Апраксиных. В 1915 году усадьбу Ольгово приобретает военный атташе во Франции, полковник граф Алексей Игнатьев. В 1918 году усадьба переходит Обольяновскому волостному земельному комитету.

## Расположение
Село расположено в центральной части района, примерно в 7 км на юго-запад от города Яхромы, на безымянном ручье, левом притоке реки Волгуша (левый приток Яхромы), высота центра над уровнем моря 220м. Ближайшие населённые пункты на расстоянии около полукилометра — Селявино, Попадьино, Мышенки и Жуково.

## Население
| 2002 | 2006 | 2010 |
| ---- | ---- | ---- |
| 272  | ↗275 | ↘268 |